# Liste abgegangener Bauwerke in Hannover

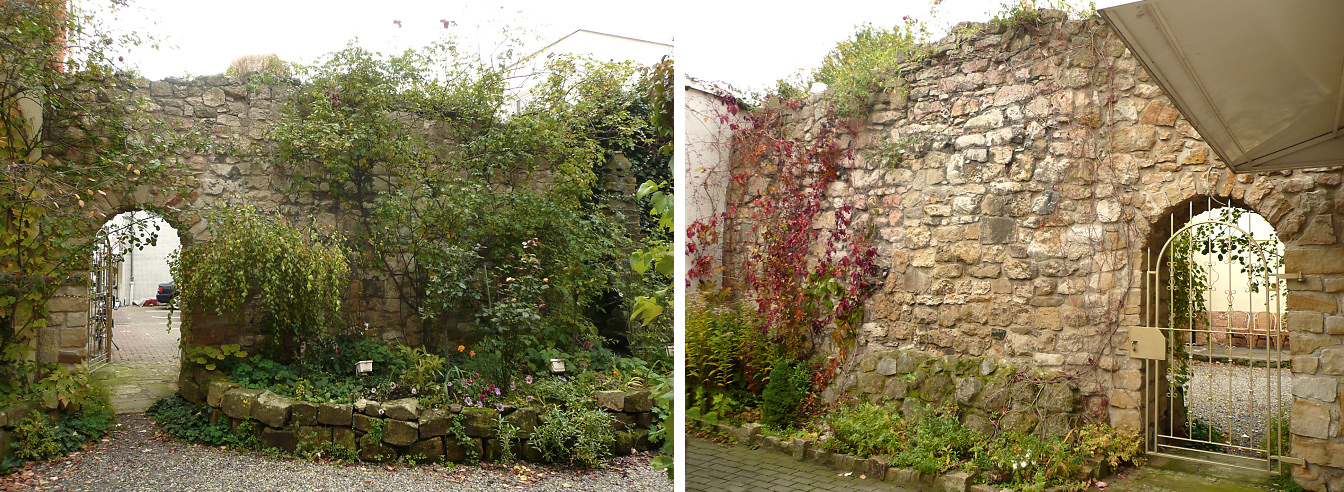
Einer der letzten Reste der etwa 2,8 km langen Stadtmauer der Stadtbefestigung Hannover nahe der Georgstraße, links Außenseite, rechts Innenseite

Die Liste abgegangener Bauwerke in Hannover enthält eine Auswahl bedeutender nicht mehr existierender Bauwerke in Hannover. Viele Gebäude wurden bei den Luftangriffen auf Hannover im Zweiten Weltkrieg zerstört oder schwer beschädigt. Im Zuge eines großzügigen Wiederaufbaus der Stadt wurden nach 1945 in erheblichen Umfang alte Gebäude bzw. deren Reste abgetragen; darunter auch einige nicht oder nur leicht beschädigte Bauten. Die Bauwerke sind chronologisch nach dem Baujahr bzw. dem Jahr der ersten Erwähnung aufgelistet.

## Die Bauwerke

### 12. bis 15. Jahrhundert
- Um 1150: Die Stadtmauer als Teil der Stadtbefestigung Hannover, im 12. Jahrhundert aus Wall, Palisade und Graben bestehend. Im 13. Jahrhundert Verbreiterung und Vertiefung des Grabens sowie Ersetzung der Palisade durch eine Mauer aus Kalkbruchsteinen vom Lindener Berg, rund 8 m hoch, etwa 1 m breit. Innen führte zu ebener Erde ein Wächtergang entlang der gesamten Mauer, ein Wehrgang in der Höhe ist nicht nachgewiesen. Die hölzernen Stadttore wurden ab dem 13. Jahrhundert durch steinerne Tore ersetzt, zuerst das Steintor. Insgesamt wurden 34 Mauertürme im Verlauf der etwa 2,8 km langen Mauer gebaut. Heute gibt es vier Stellen mit erhaltenen Resten der Stadtmauer.

Bereits nach Ende des Siebenjährigen Kriegs begann ab 1763 die Niederlegung der Stadtbefestigung, die ab 1780 planmäßig stattfand. Die äußeren Wälle wurden abgetragen, die Gräben zugeschüttet. Auf den Wällen erfolgte die Anlage von Promenaden: 1783 Friedrichstraße (heute Friedrichswall), 1787 Georgstraße und Georgsplatz.
- 1200: Burg Lauenrode (nach 1200 erbaut, zerstört 1371).[1]
- 1226 (erste Erwähnung): Klickmühle, städtische Wassermühle auf der Leine, später auch Wasserkunst (Pumpwerk zur Versorgung der städtischen Wasserleitungen), 1897 neu erbaut von Hubert Stier und 1963 abgerissen (siehe unten unter 1897 Flusswasserkunst). An der heutigen Wasserkunst am Friederikenplatz sind übrig geblieben: fünf Flussgötter-Köpfe von Carl Dopmeyer (1890) und drei Wappensteine (1612, 1670, 1864) der Klickmühle neben dem Eingang zum Fußgängertunnel unterm Friederikenplatz.

Loccumer Hof um das Jahr 1900

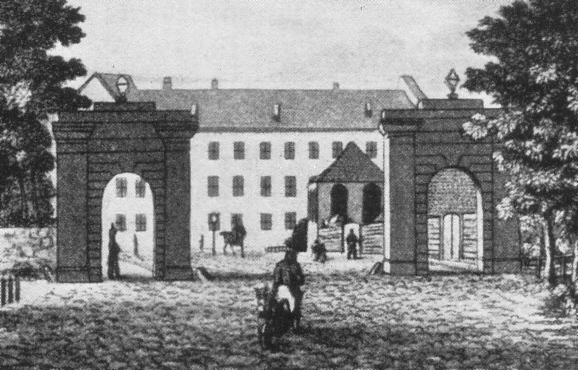
Aegidientor als dekorative Rundbogentore um 1830

- 1293 (erste Erwähnung): Loccumer Hof. Alter Wirtschaftshof der Mönche des Zisterzienserklosters Loccum, gelegen zwischen Osterstraße und Georgsplatz. Bestehend aus Wirtschaftsgebäuden, Kapelle, Abtshaus, großem Hof mit Toreinfahrt. Hier stiegen die Loccumer Mönche ab, wenn sie die Stadt besuchten. Unter dem Loccumer Abt Gerhard Wolter Molanus (1633–1722) „war der Hof Sammelplatz der gelehrten Welt; Leibniz ging hier ein und aus, und Molanus pflog hier die Unionsverhandlungen mit Bossuet und Spinola. Über der Tür seiner Bibliothek soll gestanden haben: Fructus sanctus coelibatus.“[2] Wohngebäude im Zweiten Weltkrieg stark zerstört, der (erhaltene!) Stadtmauerturm wurde 1952 (nach Verkauf des östlichen Teils des Grundstücks) beim Erweiterungsbau der Landeszentralbank abgebrochen. Auf dem anderen Teil steht ein Parkhaus. Letzter erhaltener Rest: das Stück Stadtmauer am Georgsplatz neben der Landeszentralbank (Fußgängerdurchgang zur Osterstraße).[3]
- 1307 (erste Erwähnung): Aegidientor, südliches Stadttor (gelegen in der heutigen Breiten Straße), steinerner mehrgeschossiger Torturm. 1610 auch äußeres Tor (Zwinger). 1748 und 1780 abgebrochen.
- 1314 (erste Erwähnung): Steintor, nördliches Stadttor, steinerner Torturm. Seit dem 15. Jahrhundert auch äußeres Tor (Zwinger). Inneres Tor (im Zuge der heutigen Steintorstraße) 1741 abgebrochen, äußeres Tor 1712 (Mitte des Steintorplatzes).
- 1329 (erste Erwähnung): Brückmühle, städtische Wassermühle auf der Leine, 1859–61 von Ludwig Droste und Heinrich Hagen neu gebaut: Doppelturm-Fassade im Rundbogenstil, 1943 Kriegszerstörung im Zweiten Weltkrieg, 1955 Ruine abgerissen, Wappenstein im Giebelfeld des Wangenheim-Palais angebracht, Mühlenarm der Leine danach zugeschüttet, heutige Stelle: Leibnizufer neben dem Staatsarchiv.
- 1340 (erste Erwähnung): Leintor, westliches Stadttor und Leineübergang zur Insel, steinerner Torturm (gelegen neben dem Leineschloss, heute Schloßstraße), 1798 abgebrochen.[4]
- Bis 1436: Minoritenkloster mit Schlosskirche Hannover (Kloster 1288 gegründet, 1436 Kirche erstmals erwähnt, Minderbrüder verlassen 1533 das Kloster), 1636 von Herzog Georg von Calenberg zur Hof- und Schlosskapelle bestimmt (1642 geweiht), unter Johann Friedrich ab 1665 weiter umgebaut (Bau der Gruft), später 1836/39 von Georg Ludwig Friedrich Laves nochmals umgebaut, bei einem Bombenangriff 1943 im Zweiten Weltkrieg zerstört, beim Wiederaufbau des Leineschlosses als Landtag wurde die Kirche aufgegeben; die Särge der Welfen-Herzöge aus der Gruft wurden ins Welfenmausoleum in Herrenhausen überführt.
- 1499: Leibnizhaus. Das Original war ein im Jahre 1499 erbautes Renaissance-Bürgerhaus in Hannover, Schmiedestraße Nr. 10, das 1652 von Hinrich Alfers mit einer neuen Fassade im Renaissancestil versehen wurde. In ihm wohnte in den Jahren 1698 bis zu seinem Tode 1716 der Philosoph Gottfried Wilhelm Leibniz. Das Leibnizhaus wurde im Zweiten Weltkrieg 1943 von Bomben zerstört, seine bemerkenswerte Fassade (mit den Bildhauerarbeiten von Peter Köster) 1981–83 am Holzmarkt (nahe dem Historischen Museum) wieder errichtet und rekonstruiert.

### 16. bis 17. Jahrhundert

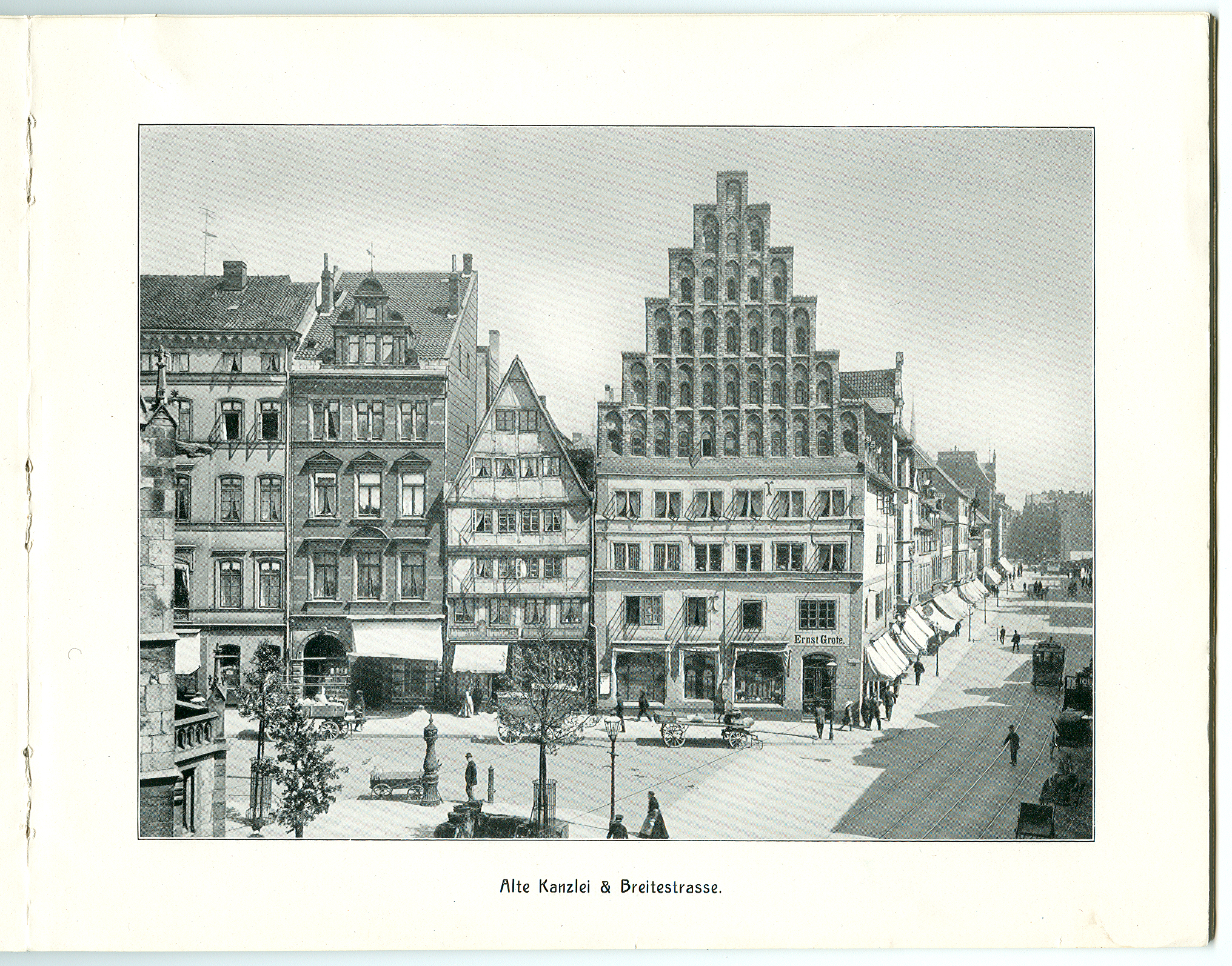
Die Alte Kanzlei gegenüber der Aegidienkirche

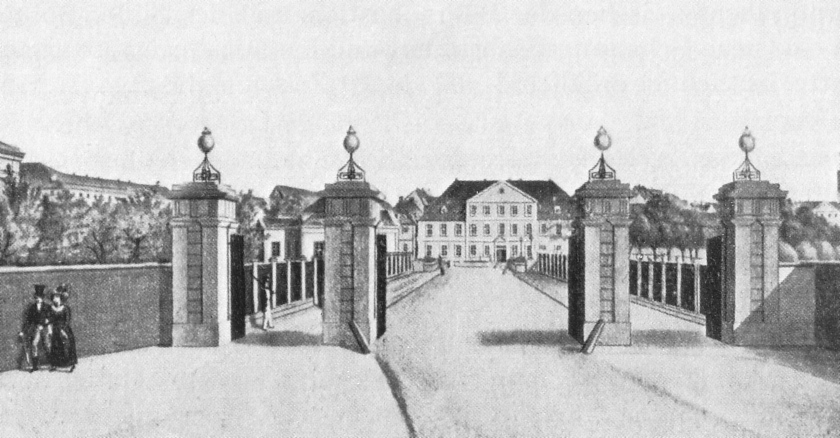
Neues Clevertor um 1840

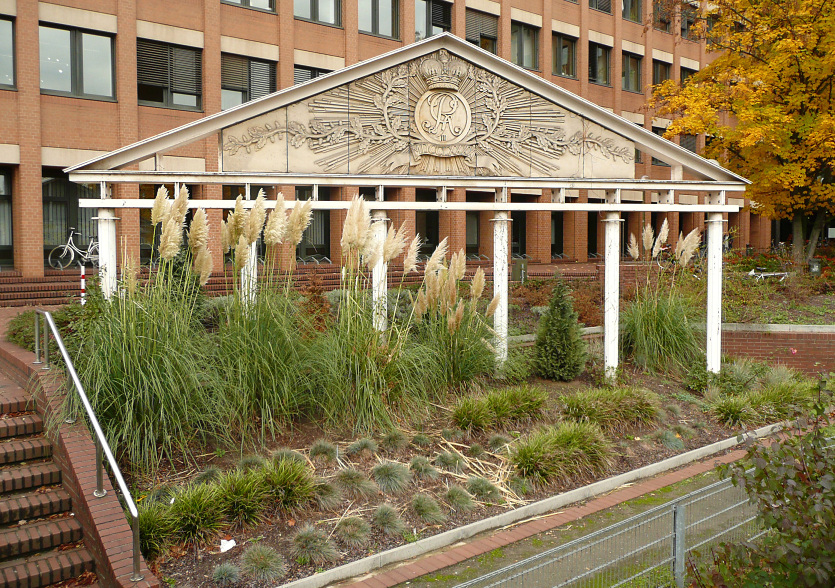
Restaurierte Reste der Neuen Clevertorwache vor der Agentur für Arbeit an der Brühlstraße

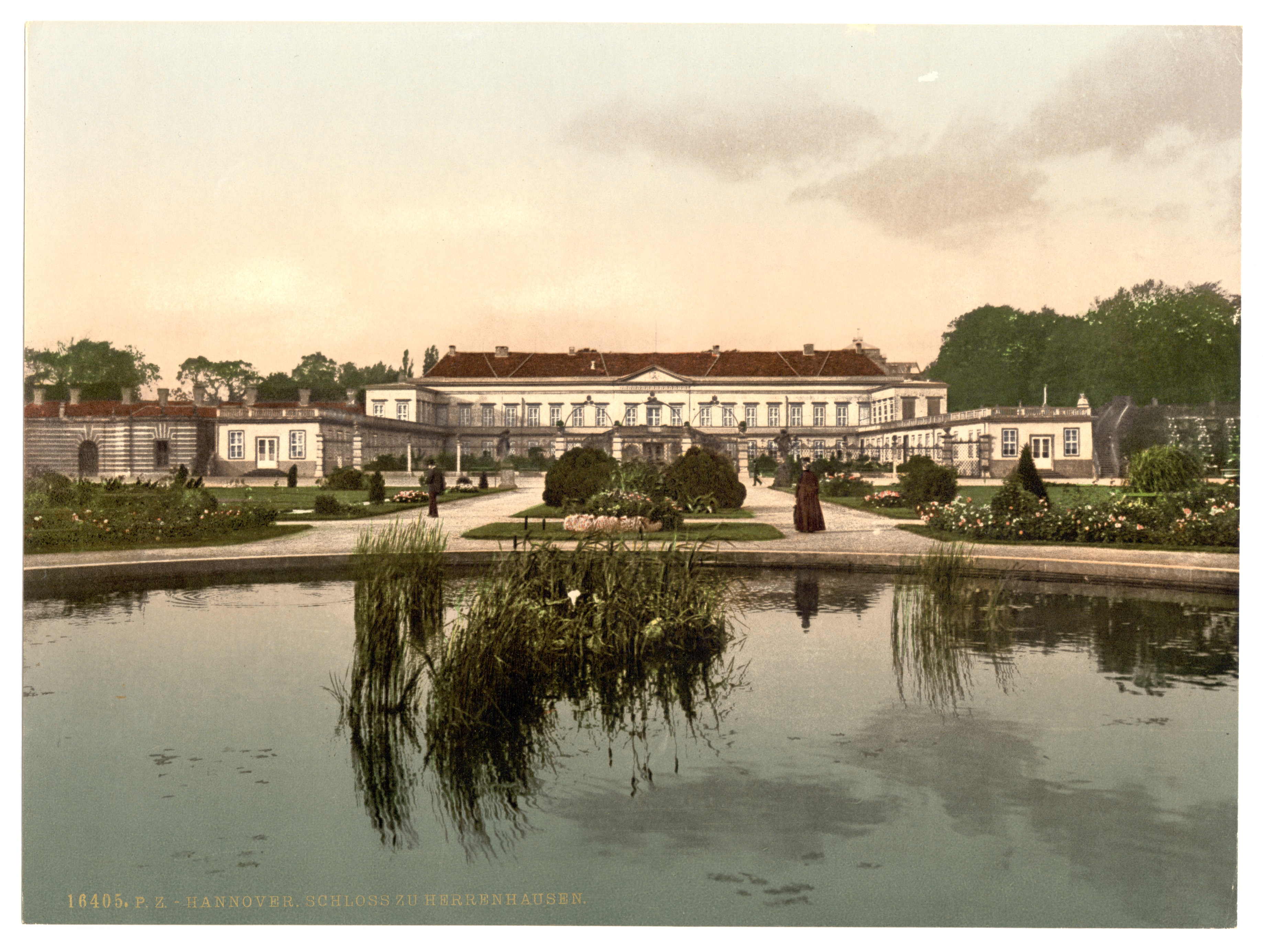
Schloss zu Herrenhausen um 1900

- 1550: Alte Kanzlei (Grotesches Haus), Ecke Osterstraße/Breite Straße, großes Renaissancehaus mit Backsteingiebel. 1742–60 war hier die herzogliche Justizkanzlei untergebracht, die sich vorher im 1741 abgebrannten Flügel des Leineschlosses befand. 1943 im Zweiten Weltkrieg durch Bomben zerstört, heute hier seit 1977 Neubau der Landestreuhandstelle.
- Um 1550/60: Fachwerkhaus Marktstraße 7/8 (am 26. Juli 1943 bei Bombenangriff zerstört). Heute an dieser Stelle Stadtsparkasse. Ausführlich beschrieben von dem Historiker und Archivar Georg Schnath in seinen Memoiren Das alte Haus.[5]
- 1617–24: Haus der Väter, Renaissance-Bürgerhaus in der Leinstraße, Ecke Mühlenstraße. Für Ludolf von Anderten und seinen Schwiegersohn Georg Türcke nach Plänen von Joachim Pape erbaut. 1852 wegen Erweiterung des Leineschlosses abgebrochen und in veränderter Gestalt für den Maler Carl Oesterley senior in der Straße Lange Laube wieder aufgebaut. Schon vorher hatte sich der Name „Haus der Väter“ eingebürgert, weil 1839 unter dieser Überschrift der Schriftsteller Wilhelm Blumenhagen eine Beschreibung des Hauses veröffentlicht hatte. Durch Luftangriff 1943 zerstört, einige Bauteile wurden 1957 beim Bau des Hauses Nikolai (Leinstr. 33) wiederverwendet.
- Nach 1646: „Mutter Piesewitt“ (auch: „Mutter Pisewitt“), Gastwirtschaft in der Josephstraße (heute: Otto-Brenner-Straße). Ursprünglich das Totengräberhaus des Neustädter Friedhofs, Gastwirtschaft und Restaurant seit 1880 von Karoline Dehnhardt geführt (ihr Mann Louis hatte es 1870 dort als Dehnhardts Garten eröffnet). Dehnhardts Witwe hieß im Volksmund „Mutter Piesewitt“, sie thronte Zigarre rauchend und mit einem Schlüsselbund hinter der Theke. Die Gaststätte war besonders bei Studenten der nahen Technischen Hochschule beliebt. Spezialitäten: Kartoffelpuffer, Zweipfennigbrot mit Leberwurst und Harzkäse. Nach ihrem Tode 1897 hieß die Wirtschaft weiterhin so. 1961 abgebrochen, Neubau 1962, danach China-Restaurant "Asia"[6].
- 1649: Altes Clevertor, am Nordrand der Langen Straße (heute Kreuzung Brühlstraße/Goethestraße) erbaut, 1780 abgebrochen. Benannt nach dem über hundertjährigen Anwohner Heinrich Kleve. Neues Clevertor 1781–1859 auf der anderen Seite der Leine (heute: Agentur für Arbeit). Das Giebeldreieck der zugehörigen Clevertorwache von 1790 (1885 abgebrochen) steht heute vor dem Westeingang der Agentur für Arbeit
- 1665–1821: Schloss Herrenhausen. Vorwerk Haringehusen von Herzog Johann Friedrich zur Sommerresidenz erhoben, erster Umbau 1665–75 durch Stats Jürgen Stoers nach Plänen von Lorenzo Bedogni, Ausbau 1676 durch Hieronymo Sartorio, erweitert 1704–08 unter Giacomo Quirini und schließlich letzter Umbau 1820/21 durch Georg Ludwig Friedrich Laves. Am 18. Oktober 1943 nach Bombenangriff ausgebrannt; Ruine später abgebrochen. 2011–13 von der VolkswagenStiftung als Tagungszentrum neu gebaut mit Rekonstruktion der Fassade.
- 1687: Großes Schlosstheater als Erweiterung des Leineschlosses unter Herzog Ernst August von Hieronimus und Wachter, mit 1.300 Plätzen, eröffnet am 30. Januar 1689 mit der Oper Enrico Leone von Agostino Steffani. 1854 nach dem Bau von Georg Ludwig Friedrich Laves neuem Opernhaus Hannover abgebrochen. Am ehemaligen Standort des Großen Schlosstheaters befindet sich heute der Plenarsaal des Niedersächsischen Landtags.
- 1698–1702: Von-Alten-Schloss in Linden im heutigen Von-Alten-Garten. Durch den Minister des Kurfürsten Ernst August, Graf Franz-Ernst von Platen-Hallermund, erbaut für dessen Frau Elisabeth, eine Mätresse Ernst Augusts. 1945 durch Bomben zerstört, nicht wieder aufgebaut. Reste im Von-Alten-Garten erhalten (Terrasse, Steinfiguren), heute Ambiente für sommerliche Jazzkonzerte.

### 18. Jahrhundert
- 1705–07: „Prinzenhaus“ (wohl von Brand Westermann) auf der Bastion der Stadtbefestigung zwischen Stein- und Clevertor (heute: Goethestraße), erbaut von Kurfürst Georg Ludwig für seine Favoritin Maria Catharina von Weyhe (deswegen auch „Weyhenlöbe“ [„Löbe“ = Laube] genannt). Später Wohnsitz des Prinzen (nachher Herzogs) Karl von Mecklenburg-Strelitz: hier verlebten dessen Töchter, die späteren Königinnen Luise und Friederike, Ende des 18. Jahrhunderts ihre Sommerferien. 1861 in den Welfengarten umgesetzt, dort 1943 im Zweiten Weltkrieg durch Bomben zerstört.
- 1706–19: Ständehaus von Louis Remy de la Fosse in der Osterstraße, prächtige Dreiflügelanlage vom Typ eines französischen Hotels entre cour et jardin, 1881 für den Straßendurchbruch der Karmarschstraße abgebrochen. Übriggeblieben im Eingang Ständehausstraße (Parfümerie „Liebe“) zur U-Bahn-Station Kröpcke: ein in die Wand eingelassenes Kapitell des Ständehauses.
- 1707–09: Lusthaus Fantaisie der Gräfin Kielmannsegg-Platen (im heutigen Georgengarten) von Louis Remy de la Fosse. Im 19. Jahrhundert verschwunden, nur Sphingen an der Gartenseite des Wilhelm-Busch-Museums erhalten.[7]
- 1712–1714: Neuer Marstall und Reithaus der Hofmarställe am Hohen Ufer am Hohen Ufer durch Luftangriffe im Zweiten Weltkrieg.
- 1712: „Neues Haus“ am gleichnamigen Platz. Ehemals Quarantänestation für an Pest Erkrankte, später Apotheke und ab 1837 zur Unterhaltung dienend. Dabei zunächst Theater, dann Vorläufer eines Zoos, dann Ausflugslokal, im Zweiten Weltkrieg schwer beschädigt und 1973 endgültig aufgegeben.[8][9]

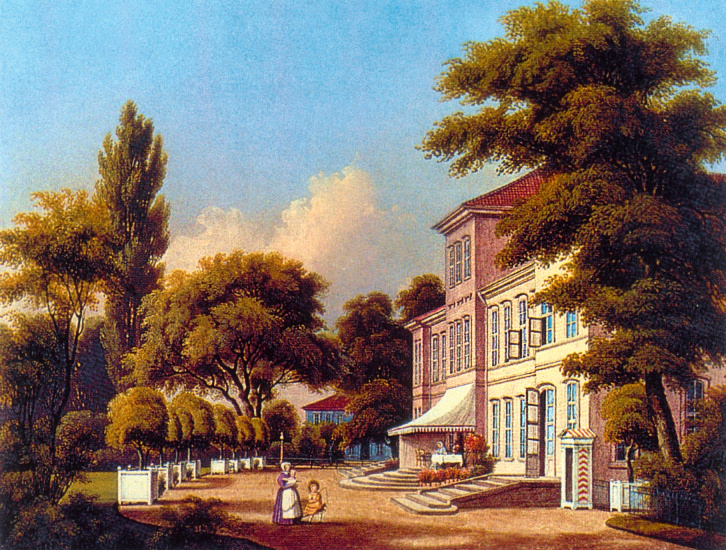
Schloss Montbrillant 1846

- 1717–19: Schloss Monbrillant von Louis Remy de la Fosse und Johann Christian Böhme für die Gräfin von Platen gebaut. 1726 für 20.000 Taler an das welfische Fürstenhaus verkauft und als fürstliches Gästehaus genutzt. 1731 umbenannt in Garten und Schloss am Sandberge, später Schloss Montbrillant. 1814–1837 Nutzung als Residenz Adolph Friedrichs Herzog von Cambridge. 1837–1851 Nutzung als Sommerresidenz von König Ernst August. 1851–1857 Nutzung als Sommerresidenz König Georgs V., 1857 für den Bau des Welfenschlosses, der neuen Residenz König Georgs V., abgebrochen. Fachwerkgerüst in Georgsmarienhütte bei Osnabrück wieder aufgerichtet und als Beamtenwohnhaus für Direktoren des Georgs-Marien-Bergwerks- und Hüttenvereins ausgebaut; dort nicht erhalten.

Ulanenkaserne am Königsworther Platz um 1896

- 1738: Garde-du-Corps-Kaserne am Königsworther Platz, seit 1866 Ulanenkaserne, nach 1918 Arbeitsamt. Im Zweiten Weltkrieg 1943 zerstört, 1952/53 Abriss der Ruine für den Bau des Contihochhauses, der Hauptverwaltung der Continental-Gummiwerke von Ernst Zinsser/Werner Dierschke (seit 1995 Conti-Campus der Uni Hannover). Das über dem Portal angebrachte britische Königswappen (in der Form vor 1837), jetzt an der Städtischen Bauverwaltung (Rudolf-Hillebrecht-Platz).
- 1747/48: Aegidienneustadt, erbaut von Georg Friedrich Dinglinger auf Initiative von Bürgermeister Christian Ulrich Grupen durch Schleifung der Befestigungsanlagen um das Aegidientor. Ziel Grupens dabei: wegen des beginnenden wirtschaftlichen Niedergangs der Stadt infolge der Verlegung des Hofes nach London (1715) spezialisierte Handwerker von außerhalb nach Hannover zu ziehen. Die Aegidienneustadt wurde jedoch kein Handwerkerquartier, sondern ein Beamten-Wohnquartier (z. B. wohnte die Familie Charlotte Kestners hier). Rechtwinkliger Straßengrundriss mit dem Mittelpunkt eines quadratischen Marktplatzes: der Hundemarkt. Im Zweiten Weltkrieg 1943 vollständig zerstört. Grundriss beim Wiederaufbau zum Teil geändert.
- 1749: Die alte Gartenkirche von Johann Paul Heumann. 1886 abgebrochen für den Neubau von Eberhard Hillebrand.
- 1751/52: Altes Palais in der Leinstraße (gegenüber dem Leineschloss), erbaut für den Geheimrat von dem Bussche. Später Wohnsitz des Herzogs Karl von Mecklenburg-Strelitz, dessen Töchter Luise (1776) und Friederike (1778), die späteren Königinnen, hier geboren wurden (siehe oben: „Prinzenhaus“). 1831–37 Wohnsitz des Vizekönigs Herzog Adolf von Cambridge, Erweiterung um zwei Nachbarhäuser, seit 1837 Winterresidenz von König Ernst August. Im Zweiten Weltkrieg 1943 zerstört, nicht wieder aufgebaut. Heute: Hannah-Arendt-Platz.
- 1768: Vauxhall. Kaffeehaus und Gastwirtschaft für die 'bessere Gesellschaft', errichtet südöstlich des Leineschlosses auf der ehemaligen Leine-Insel. Mit Unterhaltungsprogramm: Promenadenkonzerte, Gartenbeleuchtung, Feuerwerk. Seit den 1770er Jahren von seinem Wirt Claude Angeau nach dem Londoner Vorbild "Vauxhall" genannt. 1802 geschlossen. Beherbergte später das Lyceum (Lateinschule). 1847 abgebrochen.[10]
- 1794: Kurbad Limmerbrunnen, Schwefelquelle 1779 von Jakob Friedrich Ehrhart entdeckt, Bau des Badehauses 1793 und des Logierhauses 1807. Blüte 1800 bis 1824, bis 1961 in Betrieb, Kurhaus 1976 abgebrannt. Heute nur noch als Wäldchen und Straßenname erhalten (am Stichkanal Hannover-Linden).
- Um 1795/1800: Das Lasius'sche Gartenhaus, sechseckiger Pavillon, Ricklinger Straße 21, gelegen kurz vor der Ihmebrücke auf dem Eckgrundstück zwischen Ricklinger und Auestraße. Erbaut Ende des 18. Jahrhunderts vom Ingenieurhauptmann Lasius; gehörte bis 1856 der Familie Pellens aus der Calenberger Neustadt. Nach 1889 abgebrochen[11].

### 19. Jahrhundert

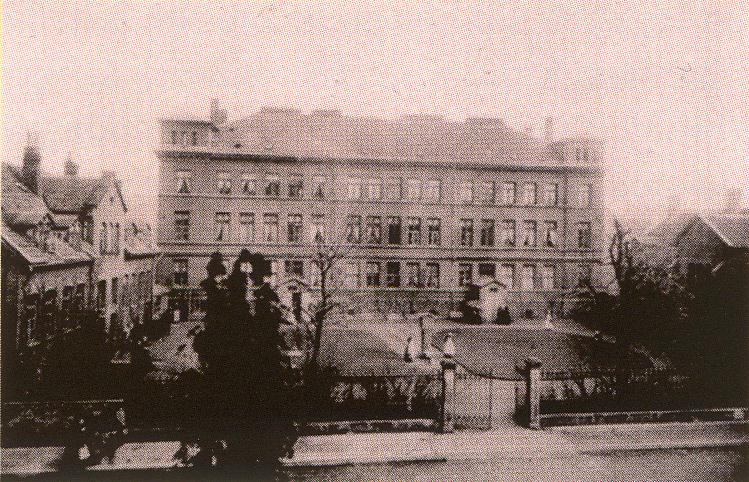
Um 1900: Blick über den Garten zum Gebäude des 1848 erbauten Damenstiftes Schwesternhaus in der Meterstraße

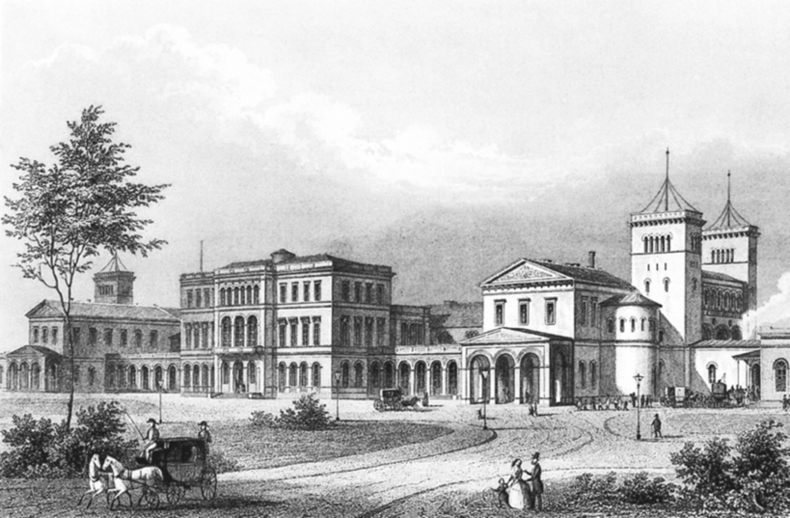
Der erste „Central-Bahnhof zu Hannover“ (um 1850)

Neue Synagoge um 1885

Café Robby am Kröpcke um 1875

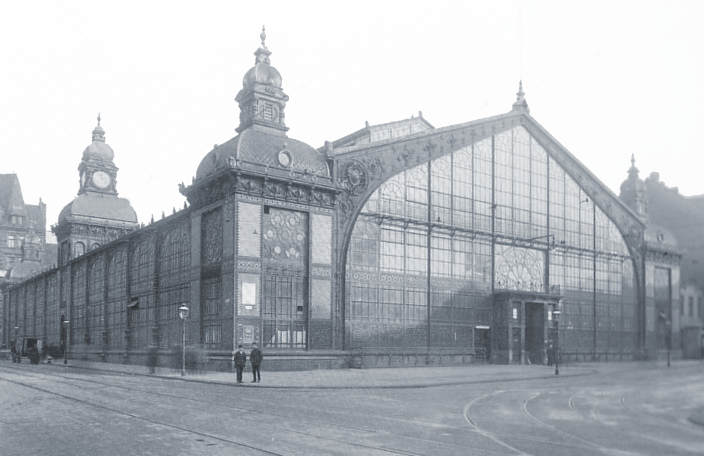
Markthalle Hannover um 1892

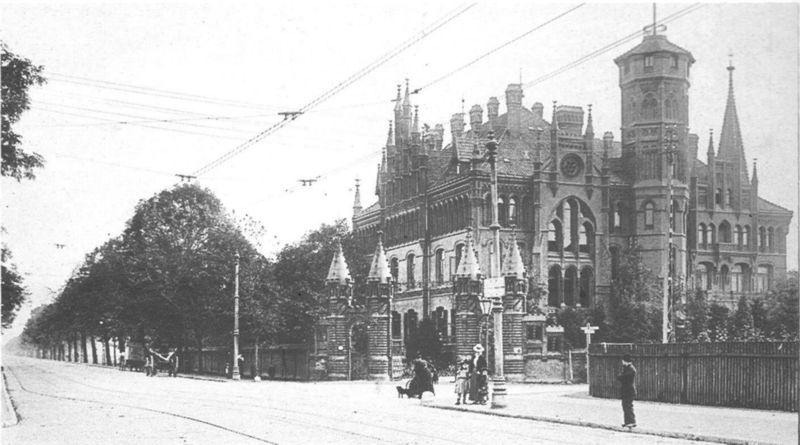
Villa Willmer („Tränenburg“) um 1900

Flusswasserkunst um 1910

- 1817: Friederikenschlösschen am Waterlooplatz, von Georg Ludwig Friedrich Laves für General Carl August Graf von Alten, den „Helden von Waterloo“, erbaut. Im Zweiten Weltkrieg nicht zerstört, wurde es 1966 für eine Staatskanzlei abgerissen, deren Bau später verworfen wurde. An der Stelle ist heute eine Rasenfläche neben dem Waterloo-Biergarten.
- 1822–25: Zwei Wohnhäuser von Georg Ludwig Friedrich Laves an der Georgstraße (Modelle im Historischen Museum, Dauerausstellung).
- 1824: Bella Vista, Sommerhaus von Georg Ludwig Friedrich Laves für den Minister von Schulte, Park von Christian Schaumburg, später städtisches Jugendheim, 1943 bei Bombenangriffen zerstört. In den 1950er Jahren an dieser Stelle Neubau des Ratsgymnasiums.
- 1825/26: Berggasthaus Linden von Georg Ludwig Friedrich Laves auf dem Lindener Berg erbaut für den Unternehmer Johann Egestorff. 1876 für den Bau des Wasserhochbehälters abgebrochen.
- 1826/27: Schützenhaus in der Ohe (heutiger Standort der HDI-Arena) von Georg Ludwig Friedrich Laves. Im Zweiten Weltkrieg 1943 zerstört.
- 1826/27: Die Synagoge „Auf dem Berge“ von Ludwig Hellner. Im Zweiten Weltkrieg 1943 bei Bombenangriffen zerstört.
- 1827: Haus von Arnswaldt von Georg Ludwig Friedrich Laves vor dem Aegidientor, errichtet für den Minister Alexander von Arnswaldt (1768–1845) auf dem Arnswaldtschen Gartengrundstück. Abbruch 1910 für den Neubau der Landschaftlichen Brandkasse (heute VGH Versicherungen, Prinzenstraße, Ecke Arnswaldtstraße).
- 1828: Das Kestnersche Gartenhaus von Georg Ludwig Friedrich Laves in der Aegidien-Vorstadt. 1892 im Zuge des Eisenbahnbaus abgebrochen, heutige Stelle: Lavesstraße/Berliner Allee.
- 1829: Das Russische Dampfbad an der damaligen Friedrichsstraße, später [Friedrichswall]. 1867 zum Hallenbad ausgebaut (erstes Hallenbad Hannovers), nach dem Bau des Goseriedebad ohne Funktion und in den 30er Jahren abgerissen.
- 1834–37: Polytechnische Schule an der Georgstraße, von Ernst Ebeling. Nach Verlegung der Schule 1879 ins Welfenschloss Erweiterung und Aufstockung des Gebäudes durch Gustav Heine zum Hotel Continental (darin auch: Café Continental, in den 1930er Jahren beliebtes Tanzcafé). Nach dessen Zerstörung im Krieg stand dort von 1949 bis 1971 das zweistöckige Provisorium „Conti-Block“. Gemeinsam mit dem Bau der zentralen Station der Hannoverschen Stadtbahn wurde Anfang der 1970er Jahre von Hiltmann/Piper/Bollmann im Stil des Brutalismus das Kröpcke-Center errichtet, das von 2009 bis 2012 größtenteils abgerissen und völlig neu gestaltet wurde.
- 1843: Marieninsel. Eine zum Park mit Restauration und Freilichttheater umgewandelte Insel zwischen der Calenberger Neustadt und der Glocksee, gelegen auf dem Rest eines Ravelins im ehemaligen Festungsgraben. 1873 beim Bau der Humboldtstraße wurde der Festungsgraben zugeschüttet.
- 1845–47: Erster „Central-Bahnhof“ im romantisch-klassizistischen Stil als streng symmetrisches Gebäude, vermutlich durch Georg Ludwig Friedrich Laves und Ferdinand Schwarz. 1875/76 wurde er für den Bau des heutigen Hauptbahnhofes abgebrochen.
- 1846: „Tivoli“. Sommertheater, Kaffee- und Konzertgarten und Varieté am Bahndamm zwischen Schiffgraben, Königstraße und Hinüberstraße. Hervorgegangen aus dem Gasthaus „Zum Grünen Walde“. "Schöne Anlage mit Terrassen, Springbrunnen, Holzbauten, Grotten im Eisenbahndamm, ausgedehnten und effektvollen Illuminationsanlagen u.s.w."[12] 1860–1878 Umbau durch Otto Goetze. Treffpunkt preußisch gesinnter Hannoveraner. 1937 Schließung und Abriss der zuletzt als Varieté dienenden Vergnügungsstätte. Die zwischen Königstraße und Volgersweg seit 1899 bestehende Tivolistraße wurde 1999 aufgehoben.[13]
- 1848: Das Schwesternhaus in der Meterstraße war ein „Asyl für hülfsbedürfte Frauenzimmer aus dem gebildeten Stande“ in der Meterstraße nahe der Sextrostraße im heutigen Stadtteil Südstadt.
- 1848–49 Villa von Johann Egestorff Junior (nicht zu verwechseln mit dem Kalkjohann, der sein Vater war) in der Ricklinger Straße, erbaut von Hermann Hunaeus.
- 1846–49: Großes Palmenhaus im Berggarten von Georg Ludwig Friedrich Laves, 1879–80 durch ein größeres von Richard Auhagen ersetzt, dies im Zweiten Weltkrieg 1943 zerstört. Heute steht an der Stelle das ehemalige Regenwaldhaus (seit Anfang 2007 SEA LIFE Hannover).
- 1861–66: Vollendung der von Christian Heinrich Tramm geplanten Schlosskapelle im Welfenschloss durch Eduard Heldberg. 1879–1955 Nutzung als Aula der Technischen Hochschule. 1955 abgebrochen für den Neubau des Audimax.
- 1865: "Odeon". Konzertgarten in der Nikolaistraße nahe der Goseriede. Hervorgegangen aus dem Gartenlokal "Wegeners Garten", seit 1811 "Ochsenkopfs Garten". 1865 im Auftrag der Wirte Heinrich Kasten und J.H.J. Grobmeyer neue Bauten von Edwin Oppler entworfen. "Baumreicher Garten mit Gipsbauten in römischer Architektur, Säulengängen u.s.w. und dem 1200 Personen fassenden älteren Königssaale".[14] Treffpunkt welfisch gesinnter Hannoveraner. 1878 Neubau des Vorderhauses von Christoph Hehl. Auf einem Teil des Gartens wurde 1894 die Odeonstraße angelegt. Im 2. Weltkrieg zerstört.[15]..
- 1865–75: Königliches Zellengefängnis am Raschplatz für 800 Häftlinge, 1963 bei Neugestaltung des Raschplatz-Viertels abgerissen.
- 1870: Die Neue Synagoge von Edwin Oppler, am 9./10. November 1938 während der Reichspogromnacht zerstört (Modell im Historischen Museum).
- 1870: Café Robby, erbaut am Kröpcke von Otto Goetze, erweitert 1904 von Emil Lorenz und 1922 von den Brüdern Siebrecht. Später Café Kröpcke (nach dem Oberkellner und späteren Pächter Wilhelm Kröpcke) genannt. Am 26. Juli 1943 durch Bomben zerstört. Neubau 1949 durch Dieter Oesterlen, dieser wiederum 1976 ersetzt durch den heutigen Bau von Joachim Matthaei & Partner, ergänzt 1996 durch das Expo Café.

Das neue Postgebäude in Hannover 1881

- 1876–1878: Wasserwerk Ricklingen, an der Stammestraße neben der Eisenbahn von den Architekten Rudolph Berg und Oskar Wilsdorff erbaut, am 7. November 1878 in Betrieb genommen, am 8. September 1974 stillgelegt und danach abgebrochen.
- 1878–81: Kaiserliches Post- und Telegraphenamt neben dem Hauptbahnhof nach Plänen von Kind und Böttger. 1943 zerstört, in den 1950er Jahren neu aufgebaut und um 2005 abgerissen, seit 2008 Standort des Einkaufszentrums Ernst-August-Galerie
- 1884: Kriegerdenkmal am Neuen Hause, Emmichplatz (heute: Hochschule für Musik und Theater Hannover), von Volz, zur Erinnerung an den Deutsch-Französischen Krieg 1870/71. Die Skulpturen (trauernde Hannovera, triumphierende Germania, zwei Löwen) wurden 1941 eingeschmolzen, der Rest abgebrochen.
- 1885–90: St.-Marien-Kirche von Christoph Hehl. Im Zweiten Weltkrieg bei Bombenangriffen 1943–1945 zerstört. Unter Einbeziehung des alten Turmes (ohne Wiederaufbau der zerstörten Turmspitze) 1953–1954 von Wilhelm Fricke neu errichtet.
- 1888: Constantin-Cigarettenfabrik, Hannover-List, (später Reemtsma, Constantinstr. 40)[16]
- 1888–90: Landschaftliche Brandkasse, Schäferdamm/Ecke Arnswaldtstraße (Schiffgraben) von Theodor Unger (Backstein-Neugotik) mit Figurenschmuck von Karl Gundelach. Erweitert 1910–13 von Emil Lorenz. Im Krieg nur Beschädigung des Daches, um ein Geschoss aufgestockt, 1969 Abriss für den Neubau der Versicherungsgruppe Hannover von Walter Henn (1970–73), erweitert 1991–94 von Leonhardt/Schirmer/Meyer.
- 1890: Villa Willmer (sogenannte „Tränenburg“) an der Hildesheimer Straße/Ecke Güntherstraße, erbaut von Karl Börgemann für den Ziegeleibesitzer Friedrich Willmer. Überstand den Zweiten Weltkrieg und wurde trotz lebhafter Proteste 1971 zugunsten eines Verlagsneubaus abgerissen. An ihrer Stelle befindet sich heute ein Parkplatz.
- 1892: Alte Markthalle in der Karmarschstraße, entworfen vom Architekt und Stadtinspektor Paul Rowald nach dem Vorbild der Galerie des Machines (Maschinenhalle) auf der Weltausstellung 1889 in Paris, Eisenkonstruktion mit gemauerten Wänden und Ecktürmchen, größter Stahl-Glasbau des Kaiserreiches, durch Luftangriff am 26. Juli 1943 zerstört, 1955 wurde die Neue Halle nach den Plänen des Architekten Erwin Töllner auf den alten Fundamenten gebaut.
- 1893–96: Garnisonkirche am Goetheplatz, von Christoph Hehl, 1959 trotz Protesten abgerissen, heute Schwesternwohnheim des Friederikenstifts.
- 1897: Flusswasserkunst von Hubert Stier. An der Stelle der 1226 zuerst erwähnten Klickmühle (siehe oben) an der Leine nahe dem Leineschloss am Friederikenplatz errichtet. Stiers Neubau im Neorenaissance-Stil mit schlossartigem Turm und Renaissance-Giebel. Bei der Arrondierung der Altstadt 1963 im Zuge der Neuanlage des Cityringes mit Leibnizufer und Friedrichswall abgerissen. An der heutigen Wasserkunst am Friederikenplatz sind übriggeblieben: fünf Flussgötter-Köpfe von Carl Dopmeyer (1890) und drei Wappensteine (1612, 1670, 1864) der Klickmühle neben dem Eingang zum Fußgängertunnel unter dem Friederikenplatz.
- 1898: Luther-Statue von Carl Dopmeyer am Portal der Lutherkirche, am 25. März 1945 bei dem vorletzten Bombenangriff auf Hannover zerstört, bei dem auch die Kirche vollständig ausbrannte.

### 20. Jahrhundert
- 1901: Dyes & Co.

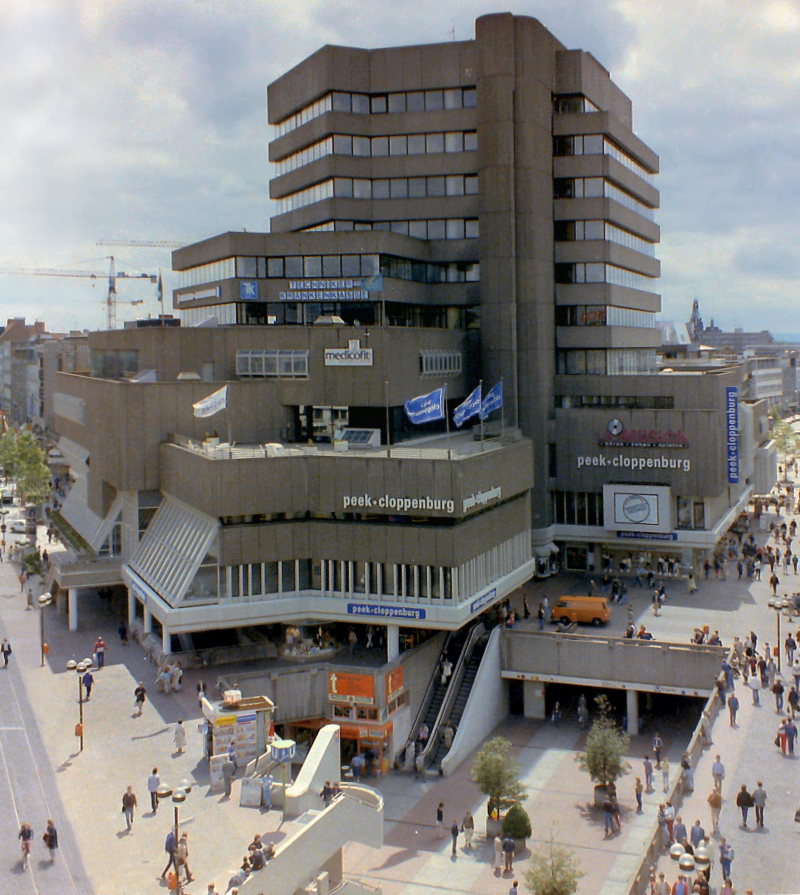
Kröpcke-Center, 1984

- 1904: Bismarcksäule in der Aegidienmasch, heute Maschsee. 20 m hoher Turm mit Aussichtsplattform in der Ausführung Götterdämmerung, der wegen Anlage des Maschsees 1935 abgetragen wurde.
- 1906: Pferderennbahn auf der Großen Bult (heute: Alte Bult). Nach Gründung des "Vereins zur Förderung der hannoverschen Landes-Pferdezucht" (heute: Hannoverscher Rennverein) seit 1867 Veranstaltung von Pferderennen, zuerst auf der Mecklenheide. 1869 erste Pferderennbahn auf der Kleinen Bult (etwa an der Stelle zwischen Stadthalle und Stadtpark). 1973 verlegt nach Langenhagen (Galopprennbahn Neue Bult)[17].
- 1907: Bennigsen-Denkmal von Otto Lüer und Karl Gundelach im Maschpark gegenüber dem Provinzialmuseum (heute: Niedersächsisches Landesmuseum). Für Rudolf von Bennigsen (1824–1902), 1888–97 Oberpräsident der Preußischen Provinz Hannover. Plastik aus Bronze 1941 eingeschmolzen, Umfassung und Sockel aus Stein abgebrochen.
- 1910 Constantin Cigaretten-Fabrik, Wulhaustrift 12 (später Reemtsma, Constantinstraße 40). Nach Verlagerung der Zigarettenproduktion nach Langenhagen Abbruch für VHV-Neubau.
- 1911: Schauburg (Schauspielhaus) an der Hildesheimer Straße, Ecke Schlägerstraße. Modernes Theater mit 1000 Plätzen, im Zweiten Weltkrieg 1943 zerstört, nicht wieder aufgebaut.
- 1912 Bankhaus Caspar in der Prinzenstraße 23. Errichtet von Emil Lorenz. 1922 und um 1950 erweitert. 2014 abgerissen.
- 1936: St. Bruder Konrad, 2015 abgerissen
- 1950: Hauptpost neben dem Hauptbahnhof, 2006 abgebrochen für das Einkaufszentrum Ernst-August-Galerie
- 1955: Bumke-Gelände, 2021 abgerissen
- 1959: Wohnhaus Grosse, Schopenhauerstr. 6 in Hannover-Kleefeld von Ernst Zinsser (1976 Architekturpreis BDA – denkmalgeschützt –, 2001 von der Denkmalliste gestrichen und durch Neubau ersetzt)
- 1959: Oststadtkrankenhaus 2018 abgerissen und mit Wohngebäuden neu bebaut
- 1960: Corvinuskirche in Stöcken: 2011 als Baudenkmal eingestuft, 2012 entwidmet und 2021 abgerissen
- 1962–63: St.-Christophorus-Kirche in Stöcken: 2019 geschlossen und abgerissen
- 1963: Bodelschwinghkirche in Ledeburg: 2021 entwidmet und 2023 abgerissen
- 1965: Ärztehaus Hannover 2022 wegen Bauschäden abgerissen und mit Bürogebäuden neu bebaut
- 1967–69: IBM-Haus von Dieter Oesterlen an der Hamburger Allee, Abbruch 2013 nach jahrelangem Leerstand
- 1970er: AOK-Verwaltungs- und Servicezentrum am Pferdeturm an der Hans-Böckler-Allee, Abbruch 2013 nach jahrelangem Leerstand und mit Bürogebäude neu bebaut
- 1970er: VHV-Komplex aus den 1970er Jahren an der Constantinstraße, 2018 abgerissen und mit Wohngebäuden neu bebaut
- 1972: ExxonMobil bzw. BEB-Bau an der Podbielskistraße/Riethorst, Abriss 2023
- 1972: Kröpcke-Center, Abriss um 2010 und neu bebaut
- 1973: Postscheckamt Hannover, Abriss 2023
- 1974: Bahlsen-Hauptverwaltung an der Kreuzung Podbielskistraße/Eulenkamp, nach Plänen von Jörn Köhnke errichtet, fiel durch seine Wabenarchitektur auf. 2000 wurde die Verwaltung wegen Asbestbelastung in den früheren Hauptsitz zurückverlegt. Das Gebäude wurde 2003 abgerissen.
- 1982: Prakla-Seismos, Abriss 2022